# Koundé (Dir)
Pour les articles homonymes, voir Koundé (homonymie).
Koundé est un village de la commune de Dir situé dans la région de l'Adamaoua et le département du Mbéré au Cameroun.

## Population
En 1967, Koundé comptait 255 habitants, principalement Gbaya.
Lors du recensement de 2005, 753 personnes y ont été dénombrées.